# Canton du Pré-Saint-Gervais
Le canton du Pré-Saint-Gervais est une ancienne division administrative française située dans le département de la Seine-Saint-Denis et la région Île-de-France créée en 1967.
Il a été démembré en 1976 pour permettre la création des cantons des Lilas et de Pantin-Ouest.

## Histoire
Le canton du Pré-Saint-Gervais a été créé par le décret du 20 juillet 1967, lors de la constitution du département de la Seine-Saint-Denis.
Le décret du 20 janvier 1976 l'a démembré pour permettre la création des cantons des Lilas et de Pantin-Ouest.

## Composition
Le canton était constitué, selon la toponymie du décret de 1967, par : 

« a) Les communes du Pré-Saint-Gervais et des Lilas ;

b) La partie de la commune de Pantin située au Sud de l'axe de la rue de Paris et à l'Ouest de l'axe de la rue Jules-Auffret (jusqu'à la rue Gutenberg) ».